# تاونی روبرتز
تاونی روبرتز (انگلیسی: Tawny Roberts؛ زاده ۱۸ مارس ۱۹۷۹) یک بازیگر پورنوگرافی اهل ایالات متحده آمریکا است.